# Soleils couchants
Soleils couchants est une mélodie pour voix et piano ou orchestre de Nadia Boulanger composée en 1905 sur un poème de Paul Verlaine.

## Composition
La composition de Soleils couchants est achevée en décembre 1905. La mélodie est écrite sur un poème de Paul Verlaine extrait de « Paysages tristes », troisième partie des Poèmes saturniens (Paris, Alphonse Lemerre, 1866).
L'incipit de l'œuvre est : « Une aube affaiblie verse par les champs ».
La mélodie existe dans une version pour chant et piano ainsi qu'une pour chant et orchestre. Les manuscrits de l'orchestration de Nadia Boulanger sont conservés au Musée de la musique et à la médiathèque Nadia-Boulanger du CNSMDL. L'instrumentation de cette version est : 2 flûtes, 2 hautbois (le deuxième jouant cor anglais), 2 clarinettes, harpe et cordes.

## Création
Dans sa version pour chant et piano, Soleils couchants est donné en première audition par Marcelle Demougeot et Nadia Boulanger chez Mme Boulanger (36 rue Ballu) le 6 janvier 1907, avec Élégie. Les deux mélodies sont redonnées salle Pleyel par Mme Courbatter et Nadia Boulanger le 21 mars 1907, puis au même endroit le 11 décembre 1908 par Rodolphe Plamondon et Nadia Boulanger.
La version pour chant et orchestre est créée à la salle Gaveau le 24 janvier 1909, par Marcelle Demougeot et l'orchestre des Concerts Lamoureux sous la direction de Camille Chevillard.

## Édition
La partition pour chant et piano est publiée par J. Hamelle en 1909 (cotage J.5823.H).
L'œuvre paraît en volume de deux mélodies, Soleils couchants et Élégie, sous le nom de « Nadia Boulenger », avant que le nom de la compositrice ne soit corrigé au tirage suivant, avec l'ajout d'une liste de six autres titres.
La mélodie connaît une nouvelle édition en 2003, en volume chez Alphonse Leduc, au sein du recueil Mélodies pour voix moyenne (vol. 1).

## Commentaires
Soleils couchants est d'une durée indicative d'exécution de deux minutes trente.
La musicienne et musicologue Anne de Fornel relève que Nadia Boulanger « veille [...] à respecter la structure formelle des poèmes, tout en parvenant à embrasser musicalement leur essence : l'état suspensif de Soleils couchants (1905) et l'ondulation régulière de La Mer (1910) sur des poèmes de Verlaine en sont des exemples saillants ».
Dans le catalogue des œuvres de la compositrice établi par la musicologue Alexandra Laederich, la pièce porte le numéro NB 8.

## Discographie
- Nadia Boulanger : Lieder und Kammermusik, Melinda Paulsen (en) (mezzo-soprano) et Angela Gassenhuber (piano), Troubadisc TRO-CD 01407, 1993[3] — premier enregistrement mondial.
- Paul Verlaine : La Bonne Chanson ; mélodies de Gabriel Fauré, Charles Koechlin, Nadia Boulanger, Émile Naoumoff, David Lefort (ténor) et Simon Zaoui (piano), Éditions Hortus 137, 2016.
- Mademoiselle - Première Audience : Unknown Music of Nadia Boulanger, Nicole Cabell (soprano) et Lucy Mauro (piano), Delos DE 3496, 2 CD, 2017[4].
- Les heures claires : The Complete Songs : Nadia & Lili Boulanger, Lucile Richardot (mezzo-soprano) et Anne de Fornel (piano), Harmonia Mundi HMM 902356.58, 3 CD, 2023[5].